# Нові Баси
Нові́ Баси́ — колишнє селище міського типу, нині мікрорайон на південно-східній околиці Сум, у межах Зарічного району, лежить на лівому березі Псла (басейн Дніпра), межує із сумськими мікрорайонами Баси й Караван і селом Бездрик (Сумський район; вперше згадується в історичних джерелах 1677). Проходить автомобільний шлях Суми–Полтава. 

## Історія
Історія Нових Басів розпочинається наприкінці 19 — на початку 20 ст., коли були прокладені Харківсько-Миколаївська та Бєлгородсько-Сумська залізниці. 1898 року на кошти цукрозаводчика Павла Харитоненка збудовано у стилі неоготики вокзал (зберігся донині), а в 1901 відкрито станцію Бездрик (нині Баси, входить до Сумського залізничного вузла). Водночас виникло станційне селище.
Навколишні землі належали до Верхньосироватської, Нижньосироватської і Тимофіївської волостей. До 1925 — у складі Харківської губернії; водночас до 1923 — Сумський повіт. 
Під час Визвольних змагань 1917–1921 — місце збройного протистояння між німецько-австрійськими та червоноармійськими загонами (1918), військами Армії УНР і червоними партизанами (січень 1919) за контроль над залізничною станцією та Сумами. 1923–1930 — у складі Сумської округи; 1932–1939 — Харківської, від 1939 — Сумської області; 1923–1925 — Жовтневого, 1925–1957 — Краснопільського, від 1957 — Сумського районів. 
У радянський період у офіційних джерелах фігурувало як селище залізничної станції Баси та належало до Бездрицької сільської ради. Від жовтня 1941 до серпня 1943 — під німецькою окупацією. У серпні 1943 під час наступу тут загинуло багато радянських воїнів, які поховані у двох братських могилах.
Від 1958 — селище Баси, згодом — село із сучасною назвою. Від 1960 — селище міського типу. У другій половині 1960-х років Новобасівську селищну раду (були підпорядковані села Баси та Караван) ліквідовано та включено у межі Сум. 

## Пам'ятки території
На території мікрорайону Баси — пам’ятка архітектури національного значення садибний будинок Штеричевої (початок 19 — початок 20 століття) та пам’ятка садово-паркового мистецтва місцевого значення Басівський парк (кінець 19 ст., 25,7 га).